# Urs Lüthi

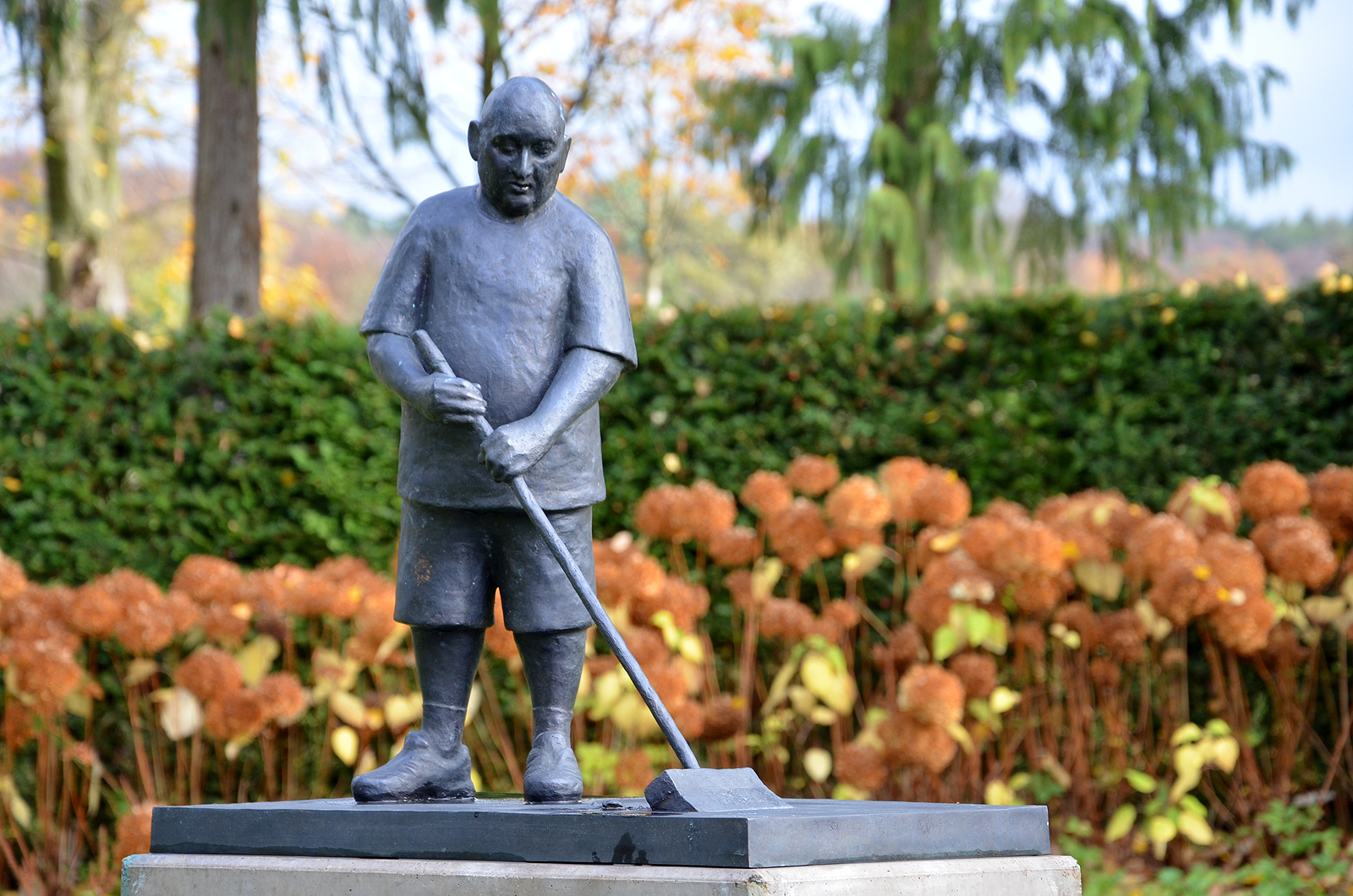
Urs Lüthis Selbstporträt von 2010, heute in der Parkanlage vom Kulturdenkmal Hermannshof in Völksen

Urs Lüthi (* 10. September 1947 in Kriens im Kanton Luzern) ist ein Schweizer Künstler, Maler, Video-, Performance- und Installationskünstler.

## Leben und Werk
Lüthi besuchte von 1963 bis 1964 die Kunstgewerbeschule in Zürich. Anschließend arbeitete er als Grafiker und freier Künstler. 1966 hatte er in der Berner Galerie Beat Mäder eine erste Ausstellung mit malerischen Arbeiten unter dem Einfluss der Pop Art mit dem Titel Pinksize. 1969 wandte er sich der Fotografie zu und hatte 1970 mit einer Ausstellung androgyn inszenierter Selbstbildnisse in der Berner Galerie Toni Gerber erste Erfolge. Auf den Fotografien zeigte er sich „… mal als weiblicher Vamp, mal mit Federboa, mal mit Schlangenleder-Sakko, der mit Tränen in den Augen den Betrachter anschaut.“ Im gleichen Jahr war er auf Jean-Christophe Ammanns Ausstellung Visualisierte Denkprozesse im Kunstmuseum Luzern vertreten. Er präsentierte – an den Wänden hängend und in Vitrinen aufbewahrt – Kleidungsstücke aus seinem Schrank, seinen Schmuck, seine Schlüssel, seinen Personalausweis, sowie auf einem Postkartenständer Fotos aus den Serien Sketches und Autoportraits. 1977 verbrachte er ein Jahr in den USA.
1979 erscheint eine Studie des französischen Philosophen Philippe Lacoue-Labarthe über Lüthis Fotoserie 'Just another story about leaving' aus dem Jahr 1974.
1980 fand er in großformatigen Acrylbildern eine eigene Bildsprache und wandte sich Ende der 1980er Jahre Kunstinstallationen zu. Ab 1994 hatte er eine Professur an der Kunsthochschule Kassel inne. Auf der Biennale Venedig 2001 verwandelte er den Schweizer Pavillon mit den Arbeiten „Trademarks, Low action, Game II, Run for your life …“ in einen Installationsraum und präsentierte sich mit einer ironischen Selbstdarstellung in der Mitte des Raums liegend, lächelnd im Jogginganzug, mit Turnschuhen und Sonnenbrille.
Seine Werke sind in zahlreichen Museumssammlungen vertreten, zum Beispiel in der Hamburger Kunsthalle, dem Kunstmuseum Bern und dem Centre Pompidou – Musée National d’Art Moderne, Paris.

Urs Lüthis „Selbstporträt als Franz Kafka“ von 2015, Passerpromenade, Meran

2009 erhielt Lüthi den Arnold-Bode-Preis der documenta-Stadt Kassel. Er gehörte 2015 zusammen mit den Bildhauern Aron Demetz und Stephan Balkenhol zu den ersten drei Teilnehmern der Meraner Kunstinitiative MenschenBilder - Figure Umane. Lüthis Beitrag bestand in einem Selbstportrait als Franz Kafka, während er die Novelle "Die Verwandlung" schrieb. 2010 wurde er mit dem Kunst- und Kulturpreis der Stadt Luzern ausgezeichnet.
Lüthi ist seit 1986 mit der Schauspielerin Ulrike Willenbacher verheiratet, 1989 wurde die Tochter Maria geboren. Er lebt und arbeitet in Kassel und München.

## Ausstellungen
- 1966: Galerie Beat Mäder, Bern; Galerie Palette, Zürich (auch 1969, 1972, 1975)
- 1970: Galerie Toni Gerber, Bern; Kunstmuseum Luzern, Visualisierte Denkprozesse
- 1974: Galerie Stähli, Zürich (auch 1975, 1976, 1979, 1981, 1984)
- 1974: Kunstmuseum Luzern, Transformer (1975 auch Kunstmuseum Bochum)
- 1974: Galerie Stadler, Paris, Just another story about leaving (auch 1985)
- 1975: Neue Galerie Graz, Arbeiten 1970–1975
- 1976: Kunsthalle Bern
- 1977: Documenta 6, Kassel
- 1978: Museum Folkwang, Essen
- 1981: Westkunst, Köln
- 1981: Kunstmuseum Bern, Bilder 1977–1980 (auch Neue Galerie am Landesmuseum Joanneum, Graz)
- 1986: Kunsthalle Basel
- 1986: Kunstmuseum Winterthur, Urs Lüthi: Sehn-Sucht
- 1987: Gesellschaft für Aktuelle Kunst, Bremen: Fata Morgana
- 1991: Kunsthaus Glarus
- 1995: Museum Wiesbaden
- 2000: Städtische Galerie im Lenbachhaus, München, Urs Lüthi - Run for your life. Aus der Serie Placebos & Surrogates
- 2005: Centre Georges Pompidou, Paris, BIG BANG
- 2007: Kunstmuseum Wolfsburg, Swiss Made 1 – Präzision und Wahnsinn
- 2009: Kunstmuseum Luzern, Urs Lüthi. Art is the better life
- 2017: Museum im Bellpark, Kriens, Urs Lüthi | Heimspiel